# 阿尔泰碱茅
阿尔泰碱茅（学名：Puccinellia altaica），为禾本科碱茅属下的一个植物种。